# 이식쿨호
이식쿨호(키르기스어: Ысык-Көл, 러시아어: Иссык-Куль)는 키르기스스탄 동쪽에 위치한 호수로, 유역 길이는 6236 km2이며, 유역 면적은 1738 km3이다. 호수 이름은 ‘따뜻한 호수’를 의미하는 키르기스어다.

## 지명
동아시아에서는 역길리관(亦吉里寬)이라고 불리기도 했다. 또 당나라 시기에는 열해(热海)라고 부르기도 했다.

## 지형

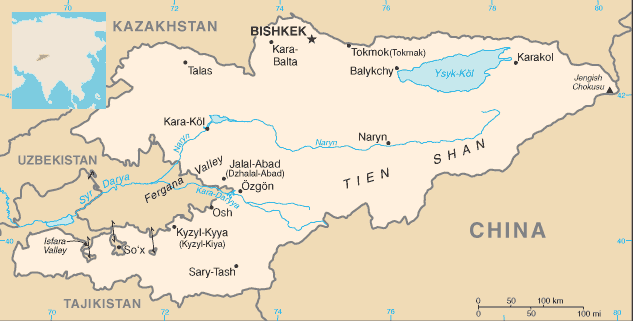
Map of Kyrgyzstan showing Issyk Kul in the north

이식쿨호는 가로로 182 km, 세로로 60 km, 표면적은 6,236 km2로, 1,607 m의 높이에 위치해 있고 호수 깊이는 668 m (2,192 피트)다.
이 호수로는 118개의 강과 물줄기가 흘러 들어오는데, 여기서 가장 큰 강은 디이르갈란강과 튜프강이다. 호수의 물은 온천수와 눈이 녹은 물을 수원으로 하여 공급된다. 현재의 이식쿨호에는 하구가 없으나, 몇몇의 수문학자들은 호수 깊숙한 곳에서 추강으로 넘어가는 것으로 추정하고 있다. 호수의 바닥은 광물질 모노하이드로캘사이트(Monohydrocalcite; 일수소 방해석)가 함유되어 있다.
호수의 물은 약 0.6%의 염분을 가지고 있으며, 연간 약 5 cm씩 줄어든다.

## 환경

### 특별 보호 지역
키르기스스탄의 첫 자연보호지역은 1948년에 이식쿨호에 사는 물새들과 자연 환경을 보호하기 위해 지정되었다. 1975년에는 람사르 장소로 인정을 받았으며, 2000년에 유네스코의 세계 생물권 보전지역망의 이식쿨 생물권 보전지역은 이식쿨 주의 관리 경계 내에 속하게 되었다.

## 전설
전설에 따르면, 이 지역을 다스리던 왕은 당나귀처럼 긴 귀를 가지고 있었다. 그는 귀에 대한 비밀을 숨기려고 그의 머리를 깎은 적이 있던 모든 이발사를 죽이라고 명령했다. 마지막으로 살아남은 이발사가 왕의 비밀을 밤중에 어떤 우물에 털어놓았는데, 그 우물이 넘쳐서 이식훌 호수가 되었다고 전해진다.
호숫바닥에 도시가 잠겨 있다는 전설도 있는데, 이는 조사에서 어느 정도 사실로 드러났다.

## 사진

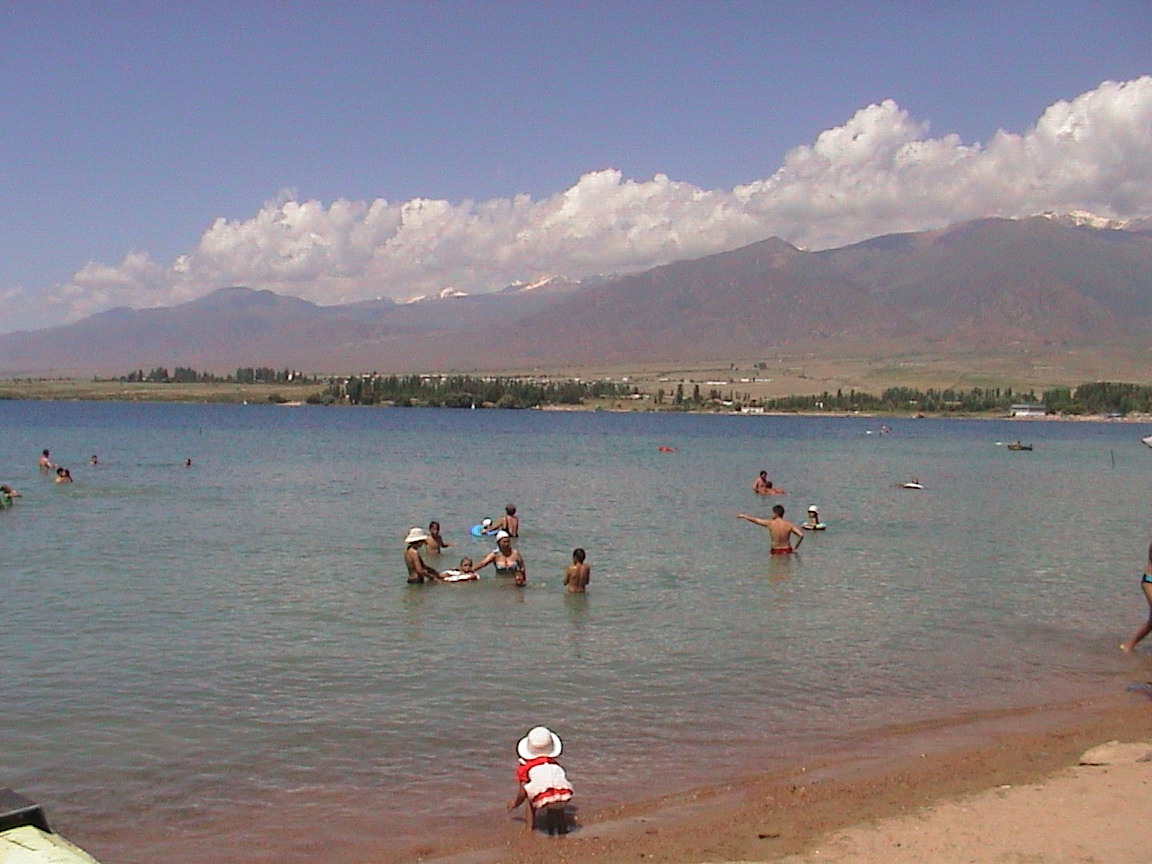
호숫가(2002년)
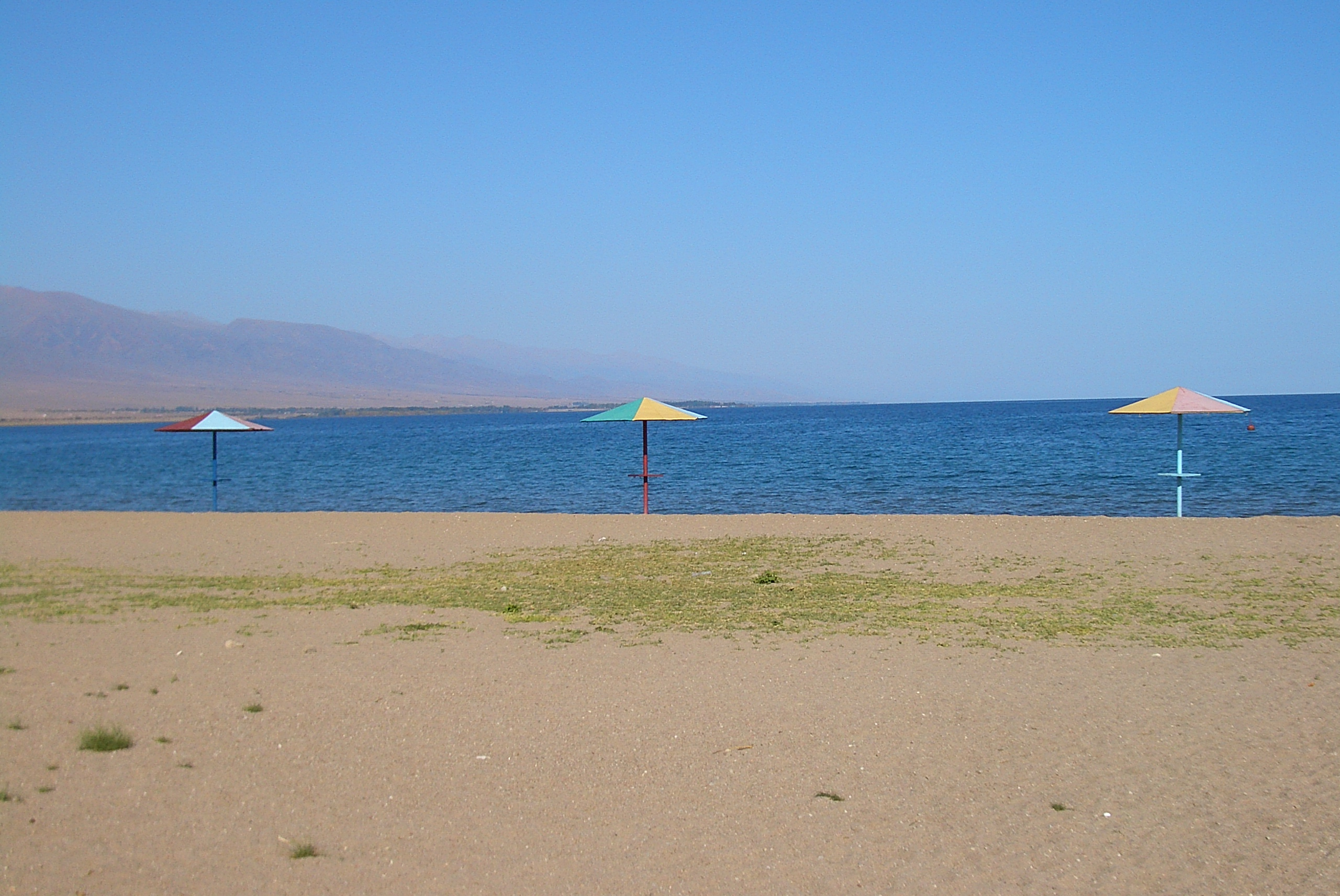
코슈쾰(Кошкөл) 쪽 호숫가
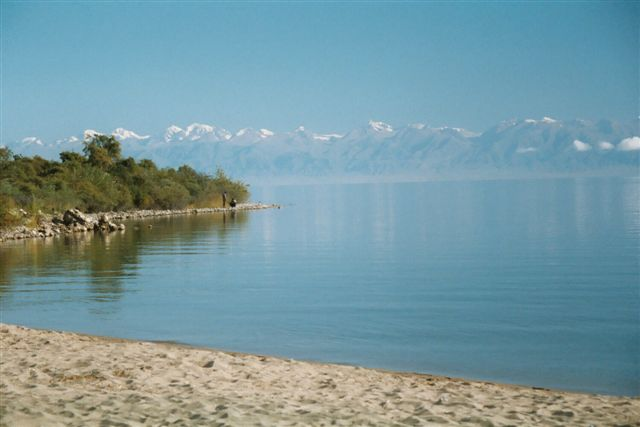

## 같이 보기
- 이식쾰주